# 他达拉非
他达拉非（英語：Tadalafil），又译他达那非，商品名为希爱力、犀立仕，是治疗勃起功能障碍的药物。口服后约半小时到一小时内起效，药效可能持续36小时。他达拉非是一种第五型磷酸二酯酶抑制剂，通过增加阴茎血流量而促进勃起。為處方藥品，需醫生診斷後開立處方箋才可購得服用。
他达拉非經肝臟代謝，會增加肝臟負擔，長期使用有導致藥物性肝損傷等風險。

## 合成
他达拉非的1,2,3,4-四氢咔啉结构可以用(ᴅ)-色氨酸甲酯和胡椒醛通过Pictet–Spengler反应构造。第四个环则通过进一步与氯乙酰氯和甲胺两步缩合得到。

## 他达拉非不適用者
若有在服用硝酸鹽類藥物治療胸痛（心絞痛），有嚴重的心臟和肝臟問題，中風或心臟病，有嚴重低血壓或不受控制的高血壓，患有鐮狀細胞性貧血，患有白血病，患有多發性骨髓瘤，患有佩羅尼氏病，有肝臟或腎臟疾病，皆不建議使用他达拉非。

## 外部連結
- 他达拉非：用途、潜在的副作用与交互作用 （页面存档备份，存于）